# Station Pasaia (Renfe)
Station Pasaia is een spoorwegstation in de Spaanse plaats Pasaia in de autonome gemeenschap Baskenland. Het station bevindt zich bij kilometerpunt 627,932 van de spoorlijn Madrid-Hendaye, op een hoogte van 3,73 meter boven de zeespiegel. Aan de halte stoppen zowel treinen van de cercanías van San Sebastian, de voorstadtreinen van die stad, als media distancia, "middellange afstand", en vanwege de nabijheid van de haven van Pasaia stoppen er ook goederentreinen. Er kan bij dit station over worden gestapt op de metro van San Sebastian. 
De halte is geopend op 18 oktober 1863 als het traject tussen station San Sebastian en station Irun van de spoorlijn Madrid-Hendaye in werking wordt gesteld. In 1941 wordt de halte onder gebracht bij RENFE, en vanaf 31 december 2004 is het eigendom van ADIF terwijl de exploitatie toevalt aan Renfe Operadora. 
Brinkola · Legazpi · Zumarraga · Ormaiztegi · Beasain · Ordizia · Itasondo · Legorreta · Ikaztegieta · Alegia · Tolosa · Tolosa-Erdia · Anoeta · Billabona-Zizurkil · Andoain-Erdia · Andoain · Urnieta · Hernani-Erdia · Hernani · Martutene · Loiola · Loiola Erriberak (Gepland) · San Sebastian-Donostia · Gros · Ategorrieta · Intxaurrondo · Herrera · Pasaia · Lezo-Errenteria · Ventas de Irún · Irun